# Hrádeček (Naturreservat)

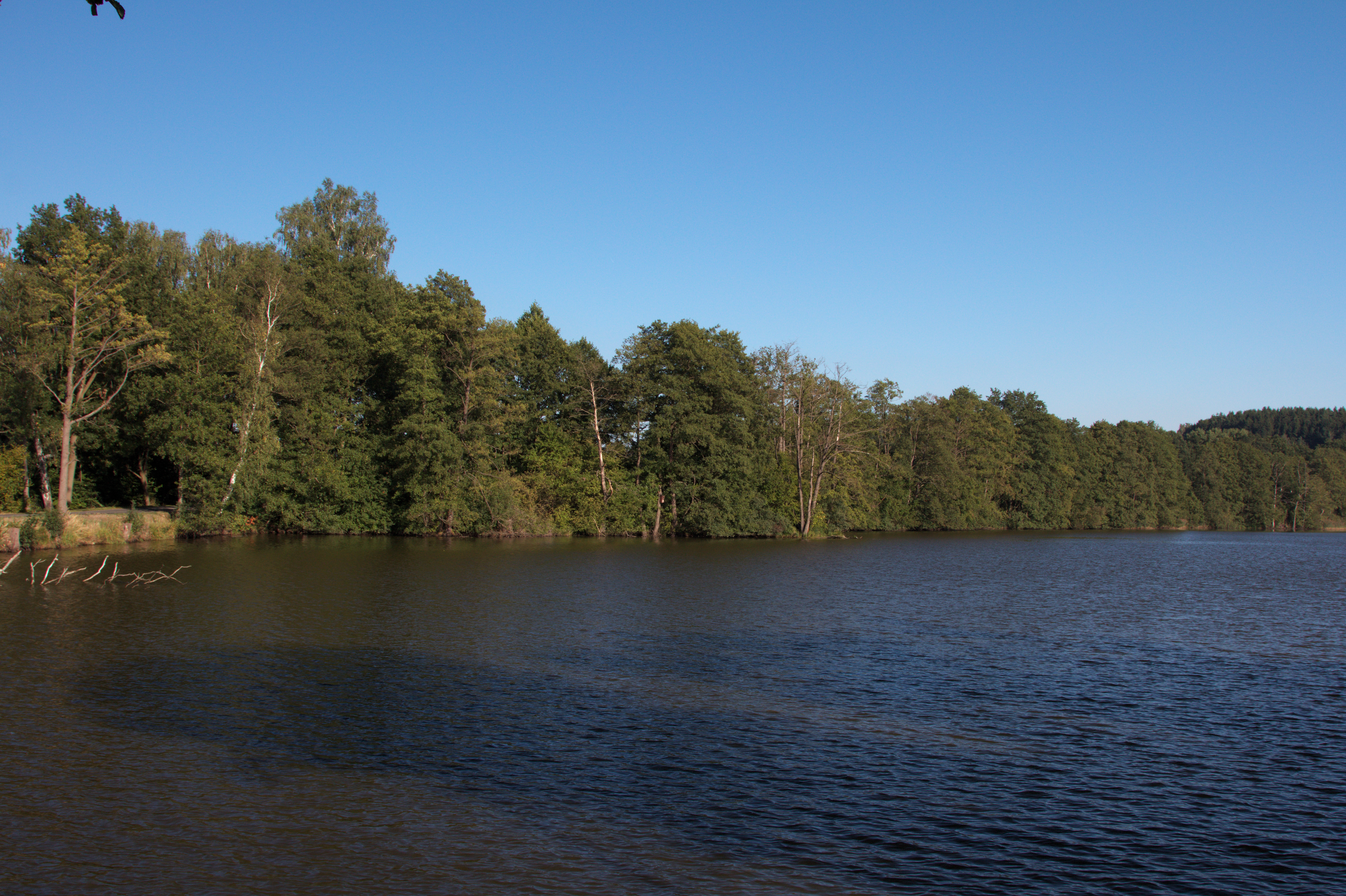
Hrádeček

Das Naturreservat Hrádeček liegt nahe der Gemeinde Střížovice östlich von Jindřichův Hradec im Gebiet der Böhmisch-Mährischen Höhe in Tschechien. Das Reservat wurde errichtet zum Schutz der Moore, welche in den dortigen Feuchtgebieten als zahlreiche Biotope vorkommen. Geschützt werden auch Flora und Fauna der Moorwiesen und Uferzonen der Teiche.
Das Reservat wurde zum 24. Dezember 2002 errichtet, hat eine Fläche von 18,35 Hektar und liegt in einer Höhe zwischen 535 und 540 m n.m.
Das Reservat wird wie auch andere Naturschutzgebiete in Tschechien durch die Agentur für den Schutz der Natur und der Landschaft der Tschechischen Republik verwaltet.

## Quelle
- PR Hrádeček [Naturreservat Hrádeček], Angaben der Agentur für den Schutz der Natur und der Landschaft der Tschechischen Republik, online auf: drusop.nature.cz/ost/chrobjekty/..., tschechisch, abgerufen am 20. Dezember 2011